# Есмералдас (провинция)
Есмералдас (на испански: Esmeraldas) е една от 24-те провинции на южноамериканската държава Еквадор. Разположена е в северозападната част на страната. Общата площ на провинцията е 16 219 км², а населението е 635 200 жители (по изчисления за 2019 г.). Провинцията е разделена на 7 кантона, някои от тях са:
1. Атакамес
2. Рио Верде
3. Сан Лоренсо